# Gillian Linscott
Gillian Linscott (* 27. September 1944 in Yorkshire) ist eine britische Journalistin und Autorin.

## Leben
Linscott war langjährig als Journalistin tätig. Erste journalistische Arbeiten waren Reportagen über Straßenkämpfe in Belfast. Sie arbeitete als Theaterautorin und für BBC Radio als Parlamentsberichterstatterin. Später betätigte sie sich als Autorin. Sie ist mit dem Journalisten Tony Geraghty verheiratet und lebt auf einer Farm in Herefordshire.

## Werke
Sie schreibt Kriminalromane. Ihre Werke spielen vorrangig in der Viktorianischen Zeit.
- Murder I presume, 1986
- Unknown hand, 1988
- The garden, 2002

- Birdie Linnett-Reihe:
  - A healthy body, 1984
  - Murder makes tracks, 1985
  - A whiff of sulphur, 1987
  - Knightfall, 1987

- Nell Bray-Reihe:
  - Sister beneath the sheet, 1991, Tod in Biarritz
  - Hanging on the wire, 1992, Zur Hölle mit Dr. Freud
  - Stage fright, 1993, Scheidung auf englisch
  - Widow’s peak / An easy day for a lady, 1994, Tod am Montblac
  - Crown witness, 1995
  - Dead man’s music / Dead man’s sweetheart, 1996
  - Dance on blood, 1998
  - Absent friends, 1999
  - The perfect daughter, 2000
  - Dead man rising, 2002
  - Blood on the wood, 2004

Die Liberty Lane-Reihe schrieb Linscott unter dem Pseudonym Caro Peacock.
- Liberty Lane-Reihe:
  - Death at dawn / A foreign affair, 2007
  - Death of a dancer / A dangerous affair, 2008
  - A corpse of shining armour / A family affair, 2009
  - When the devil drives, 2011
  - Keeping bad company, 2012
  - The path of the wicked, 2013

## Auszeichnungen
2000 erhielt sie für den Band Absent friends der Nell-Bray-Reihe den Ellis Peters Historical Dagger Award sowie den Herodotus Award.